# Unikowo (Bisztynek)
Pour les articles homonymes, voir Unikowo.
Unikowo est un village polonais de la voïvodie de Varmie-Mazurie, dans le powiat de Bartoszyce.